# A védelmező (televíziós sorozat)
A védelmező (eredeti cím: Believe) 2014-es televíziós sorozat. A műsor alkotója Alfonso Cuarón és Mark Friedman volt, J. J. Abrams pedig az egyik producer. Egy évad készült belőle, amely tizenhárom részből áll.

## Cselekmény
Bo, a különleges képességű kislány állandó veszélyben van, többen is vadásznak rá. Egy független, tudósokból álló csapat próbálja védelmezni azzal a céllal, hogy a képességét gyógyításra fordítsa. Ám idő kell még ahhoz, hogy adottságát irányítani tudja. Winter egy halálra ítélt rabot választ mellé. Tate elvállalja az életveszélyes küldetést, nem is sejtve, hogy valójában ő a kislány édesapja.

## Szereplők
- Johnny Sequoyah – Bo Adams
- Jake McLaughlin – William Tate
- Delroy Lindo – Dr. Milton Winter
- Kyle MacLachlan – Dr. Roman Skouras
- Jamie Chung – Janice Channing
- Kerry Condon – Dr. Zoe Boyle
- Katie McClellan – Lila Leeds
- Arian Moayed – Corey
- Trieste Kelly Dunn – Elizabeth Ferrel[4]

## Epizódok
| Évad | Évad | Részek száma | Részek száma | Eredeti sugárzás  | Eredeti sugárzás | Eredeti adó | Magyar sugárzás | Magyar sugárzás   | Magyar adó |
| Évad | Évad | Részek száma | Részek száma | Évadbemutató      | Évadzáró         | Eredeti adó | Évadbemutató    | Évadzáró          | Magyar adó |
| ---- | ---- | ------------ | ------------ | ----------------- | ---------------- | ----------- | --------------- | ----------------- | ---------- |
|      | 1.   | 13           | 13           | 2014. március 10. | 2014. június 14. | NBC         | 2018. január 7. | 2018. február 18. | RTL Klub   |

### Első évad (2014)
| Sor. | Év. | Cím                                    | Rendező              | Író                                                                       | Premier                            | Nézettség         | Gyártási szám |
| --- | --- | -------------------------------------- | -------------------- | ------------------------------------------------------------------------- | ---------------------------------- | ----------------- | ------------- |
| 1. | 1.  | Mindent vagy semmit (Pilot)            | Alfonso Cuarón       | Alfonso Cuarón & Mark Friedman                                            | 2014. március 10. 2018. január 7.  | 10,56 millió n.a. | 101           |
| Bót, a különleges képességű kislányt egy független csapat veszi védelmébe azzal a céllal, hogy a kislány ne kerüljön egy hatalmi harc közepébe, hanem ehelyett a képességét gyógyításra fordítsa. |     |                                        |                      |                                                                           |                                    |                   |               |
| 2. | 2.  | A kezdők szerencséje (Beginner's Luck) | Omar Madha           | Jonas Pate & Bobby Arnot                                                  | 2014. március 16. 2018. január 7.  | 6,57 millió n.a.  | 102           |
| A rendőrség körözést ad ki Bo és Tate ellen, akik Philadelphiába szeretnének eljutni, de mert elfogy a pénzük, Tate ráveszi Bót, menjenek egy kaszinóba, ahol a kislány segítségével nyernek is. Eközben egy nyomkereső különleges megbízást kap, hogy a rendőrséget megkerülve kerítse kézre a kislányt. |     |                                        |                      |                                                                           |                                    |                   |               |
| 3. | 3.  | Eredet (Origin)                        | Stephen Williams     | Jonas Pate                                                                | 2014. március 23. 2018. január 14. | 5,13 millió n.a.  | 103           |
| Folytatódik a hajtóvadászat Bo és Tate után, immár New Yorkban. Miután pénzszűkében vannak, Tate ellopja egy gazdag hölgy tárcáját, ám abban nincs készpénz, ezért visszaviszik a nőnek annak reményében, hogy kapnak valamiféle jutalmat. Így is lesz, csakhogy Tate a lakásáról is ellop egy láncot, amit egy zálogházban akarnak eladni, ám ott belefutnak a fiúba, aki a láncot egykor az édesanyjának adta. |     |                                        |                      |                                                                           |                                    |                   |               |
| 4. | 4.  | Válaszú (Defection)                    | Sam Hill             | Nick Antosca                                                              | 2014. március 30. 2018. január 14. | 4,89 millió n.a.  | 104           |
| A rendőrség és az FBI továbbra is nagy erőkkel keresi Bo-t és Tate-et, és egyáltalán az egész szervezetet, akik a védelmükre esküdtek. Annak egyik tagja azonban nem bírja tovább, ezért feladja magát a rendőrségen. Informálja őket a helyről, ahonnan Winterék figyelik, és próbálják irányítani az eseményeket. Bónak mielőbb el kell hagyni New Yorkot.                                                     |     |                                        |                      |                                                                           |                                    |                   |               |
| 5. | 5.  | Fehér zaj (White Noise)                | Jonas Pate           | Dave Erickson                                                             | 2014. április 6. 2018. január 21.  | 4,25 millió n.a.  | 105           |
| Egy újságíró információt kap arról, hogy a kormány milyen titkos kísérleteket végez Bóval is. Az informátor le akarja leplezni a kísérleteket, amit persze Skouras nem engedhet, ezért hajtóvadászat indul a riporter, és annak forrása után. Bo a segítségükre siet. |     |                                        |                      |                                                                           |                                    |                   |               |
| 6. | 6.  | Süllyedő hajó (Sinking)                | Roxann Dawson        | Seamus Kevin Fahey                                                        | 2014. április 13. 2018. január 21. | 4,34 millió n.a.  | 106           |
| Jack, miután Bo leszedi róla a nyomkövetőjét hazatér a szülővárosába, hogy megkeresse egykori barátját és bűntársát, aki ellene vallott a bíróságon. Winter és a többiek utána erednek, de a rendőrség és az FBI is nyomot fog. |     |                                        |                      |                                                                           |                                    |                   |               |
| 7. | 7.  | Leépülés (Bang and Blame)              | Michael Offer        | Brynn Malone                                                              | 2014. április 20. 2018. január 28. | 4,51 millió n.a.  | 107           |
| Skouras fejvadászai ismét rajtaütnek Tate-en és Bón. A kislányt altató lövedék éri az egyik támadótól, ettől pedig kómába esik. Winter végső elkeseredésében felhívja Zoét - egykori munkatársát még az Orchestra kísérletek idejéből, és a segítségét kéri, annak kockázata ellenére, hogy a nőt valószínűleg követni fogják Roman Skouras emberei.                                                             |     |                                        |                      |                                                                           |                                    |                   |               |
| 8. | 8.  | Együtt (Together)                      | Bart Freundlich      | Történet: Seamus Kevin Fahey Tévéjáték: Seamus Kevin Fahey & Sneha Koorse | 2014. április 27. 2018. január 28. | 4,51 millió n.a.  | 108           |
| Winter megtudja, hogy az Orchestra kifejlesztett egy gépet, amellyel be lehet mérni a telekinetikus jelenségeket, és ezáltal Bót is. Készítenek hát egy chipet, ami zavarja ezeket a jeleket, csakhogy azt magába a gépbe kell beépíteni, hogy működjön. Channing betör a kutatótelepre, és el is helyezi az eszközt, de elfogják.                                                                               |     |                                        |                      |                                                                           |                                    |                   |               |
| 9. | 9.  | A tehetség (Prodigy)                   | Sam Hill             | Melisa Wallack                                                            | 2014. május 4. 2018. február 4.    | 4,33 millió n.a.  | 109           |
| Bo és Tate egy családon próbálnak segíteni, akik halálos autóbalesetet szenvednének. Eközben persze Skouras és az FBI keresi őket. Winteréket meg is találják, de a csapat túljár a szövetségiek eszén, és elrabolják tőlük Skourast. Alkut kötnek, hogy férfiért cserébe az Orchestra engedje el Channinget. Ez meg is történik, ám a nőt Skouras meglövi az átadáskor, és súlyosan megsérül.                   |     |                                        |                      |                                                                           |                                    |                   |               |
| 10. | 10. | Összeomlás (Collapse)                  | David Boyd           | Történet: Jonas Pate & Bobby Arnot Tévéjáték: Jonas Pate                  | 2014. május 25. 2018. február 4.   | 2,92 millió n.a.  | 110           |
| Bo egy álmot lát, melyben veszélybe kerül Farrell ügynök és a lánya. Sietve indulnak Tate-tel az elkövetkező szerencsétlenség helyszínére, egy metróállomásra. Ahogy odaérnek, robbanás történik az aluljáróban, ami beomlik, ők pedig Farrellékkel a romok alá kerülnek. |     |                                        |                      |                                                                           |                                    |                   |               |
| 11. | 11. | Szembesítés (Revelation)               | Steve Shill          | Nick Antosca & Bobby Arnot                                                | 2014. június 1. 2018. február 11.  | 4,31 millió n.a.  | 111           |
| Channingnek sürgős orvosi segítségre van szüksége. Miután kórházba nem viheti, Milton egy régi barátja Dr. Taussig segítségét kéri. Ám ő sem tud sokat tenni, hisz Channing sérülése elfertőződött, így mindenképp kórházi kezelésre van szüksége. Ez idő alatta Bo és Tate felkeresik Dr. Skourast. |     |                                        |                      |                                                                           |                                    |                   |               |
| 12. | 12. | Második esély (Second Chance)          | Frederick E. O. Toye | Jonas Pate & Hans Tobeason                                                | 2014. június 15. 2018. február 18. | 3,20 millió n.a.  | 112           |
| Dani bosszút akar állni Dr. Skourason, és az Orchestrán, mert az ottani kísérletek halálos beteggé tették. Úgy dönt, leszámol mindenkivel, akikhez Skourasnak bármi köze is volt - Bót is beleértve. |     |                                        |                      |                                                                           |                                    |                   |               |
| 13. | 13. | Meggyőződés (Perception)               | Eric Stoltz          | Holly Harold                                                              | 2014. június 24. 2018. február 18. | 3,05 millió n.a.  | 113           |
| Bóék egy kisvárosba érnek, ahová egy helyi nő eltűnése viszi őket. A város egyik rendőrtisztjének hasonló látomásai vannak, mint Bónak. Ezek szerint a gyilkos maga a rendőr. |     |                                        |                      |                                                                           |                                    |                   |               |